# 斯塔夫基 (法斯蒂夫區)
50°4′40″N 29°43′37″E / 50.07778°N 29.72694°E
斯塔夫基（烏克蘭語：Ставки）是位於烏克蘭北部的村莊，由基辅州法斯蒂夫區的科然卡市鎮負責管轄。該村面積2.48平方公里，海拔高度182米，2001年人口476，人口密度每平方公里191.9人。